# Мавзолей Кетебая
Мавзолей Кетебая (Кумбез Кетебая) — памятник архитектуры XIX века.
Расположен в Улытауском районе Улытауской области, в 20 км к юго-востоку от села Малшыбай, на левом берегу реки Кара-кенгир. Портально-купольный кумбез сложен из сырцового кирпича, изнутри и снаружи облицован обожженным кирпичом. Входной проём ориентирован на юго-запад. Входит в комплекс памятника Лабака.
В мавзолее похоронен казахский батыр — Кетебай Жолайулы.
Размеры в плане по внешнему периметру 6,55 х 6,35 метров. Высота портальной части 5,55 метров. Купол обрушен.
При переходе от квадратного плана к кругу купола использованы угловые ниши, пазухи которых заполнены кирпичными консолями. Входной проем перекрыт коробковым сводом, арка неглубокой ниши входного приема завершается круглым трех-четвертным медальоном. Остальные фасады имеют декор в виде фигурной ковровой кладки кирпича в «елочку».
В 1975 году обследован экспедицией Министерства культуры Казахской ССР под руководством М. Маманбаева, М. Нуркабаева, М.Сембина.
Кумбез Кетебая был признан одним из лучших образцов мавзолеев XIX века в Центральном Казахстане.
В 1982 году вошёл в список государственных исторических и культурных памятников республиканского значения.